# Sport in Kosovo
Benché in Kosovo si pratichino molte discipline sportive, la più popolare delle quali è il calcio, seguito da pallacanestro, pallamano, pallavolo e sport da combattimento, l'attività internazionale e quella ufficiale interna sono molto ridotte per via della mancanza di ufficializzazione da parte degli organismi di governo delle varie discipline.
Ciò è dovuto alla mancata definizione del suo status di Paese indipendente dovuto all'opposizione della Serbia alla separazione unilaterale del Kosovo dal suo territorio, e al veto della Russia nel consiglio di sicurezza dell'ONU che non ha mai ratificato alcun riconoscimento formale del nuovo Stato.
La FIFA, per esempio, in attesa della definizione dello status internazionale del Kosovo, non ne riconosce la federazione, considerando i suoi giocatori come tesserati serbi, e permette alle sue federazioni affiliate soltanto degli incontri non ufficiali contro rappresentative internazionali kosovare.
Di fatto, in effetti, le uniche discipline significative in cui il Kosovo sia autorizzato a livello internazionale sono la pallamano e il tennis tavolo.
Nonostante l'alto livello di diffusione nella ex-Jugoslavia, la pallacanestro è diventata popolare in Kosovo soltanto dopo la guerra, con la realizzazione dei primi palazzetti sportivi.
Il più grande successo in campo internazionale nella storia di tutto lo sport kosovaro è raccolto negli sport di combattimento come boxe, wrestling e karate; la rappresentanza olimpica della Jugoslavia ha spesso schierato i propri elementi provenienti dal Kosovo.

## Calcio
La prima selezione di calcio del Kosovo si è formata in seguito alla dissoluzione della Jugoslavia e ha inizialmente giocato partite amichevoli con squadre kosovare, poi guidata dall'ex stella del KF Pristina, Fadil Vokrri, ha disputato alcune partite non ufficiali, l'ultima delle quali, svoltasi nel 2007 contro l'Arabia Saudita, conclusa con la vittoria dei kosovari per 1-0.
In seguito a un incessante lavoro diplomatico, nel 2014 la Federazione calcistica del Kosovo (FFK) è riuscita a ottenere un primo via libera dalla FIFA per far giocare alla propria nazionale partite amichevoli contro altre nazionali o squadre di club affiliate alla stessa FIFA, pur non facendo parte della UEFA né della FIFA. Fu un importante passo verso il riconoscimento ufficiale ottenuto non senza restrizioni. Infatti fu fatto divieto di esporre bandiere o stemmi e anche di suonare l'inno nazionale prima degli incontri oltre alla proibizione assoluta di giocare contro altre squadre nazionali o di club della ex Repubblica Jugoslava. Il 3 maggio 2016 la Federazione calcistica del Kosovo (FFK) è stata ammessa come 55ª federazione affiliata alla UEFA con effetto immediato dopo un voto al 40º Congresso ordinario UEFA a Budapest mentre il 13 maggio viene ammesso nella FIFA come 210º membro. È stato inserito nel girone I di qualificazione ai mondiali in Russia 2018 insieme a Croazia, Islanda, Ucraina, Turchia e Finlandia e ha fatto il suo esordio in una competizione ufficiale il 5 settembre 2016 in Finlandia.
A livello di club, il Klubi Futbollistik Priština, fondato nel 1922, è il più antico club sportivo in Kosovo, e la sua partecipazione alla Prima Lega della Jugoslavia negli anni ottanta è diventata un simbolo del movimento nazionale calcistico albanese. Il campionato, gestito dalla Federazione, è articolato su quattro livelli di cui il più importante è la Superliga e Futbollit të Kosovës.

## Pallacanestro
Il Basket o pallacanestro, per i Kosovari, è il secondo sport di squadra, per seguito di tifosi, dopo il calcio

## Altri sport
In Kosovo viene praticato anche il ciclismo. Ogni anno dal 2016 tra giugno e luglio si svolgono i campionati kosovari di ciclismo su strada.